# Цаца (село)
Цаца (рос. Цаца) — село у Світлоярському районі Волгоградської області Російської Федерації.
Населення становить 1382  особи. Входить до складу муніципального утворення Цацинське сільське поселення.

## Історія
Село розташоване у межах українського історичного та культурного регіону Жовтий Клин.
Згідно із законом від 14 травня 2005 року № 1059-ОД органом місцевого самоврядування є Цацинське сільське поселення.

## Населення
| 2010 | 2012  | 2013  | 2014  | 2015  | 2016  | 2017  |
| ---- | ----- | ----- | ----- | ----- | ----- | ----- |
| 1551 | ↘1516 | ↘1477 | ↘1428 | ↘1419 | ↘1400 | ↘1382 |